# Glynis Barber
Glynis Barber, geboren als Glynis van der Riet, (Durban (Zuid-Afrika), 25 oktober 1955) is een Zuid-Afrikaans-Britse actrice.
Zij acteert sedert 1978 en begon als Soolin in het BBC sciencefiction-televisieprogramma Blake's 7. In 1982 had zij de titelrol in de televisieserie Jane.
Barber is het bekendst door haar rol als Sgt. Harriet Makepeace in de populaire Britse politieserie Dempsey and Makepeace waarin zij optrad met haar tweede en huidige echtgenoot Michael Brandon, met wie zij in november 1989 trouwde. Zij hebben een zoon Alexander.
Sinds 1987 speelt Barber regelmatig in toneelstukken, in films en televisieseries. Haar toneelwerk was te zien in Macbeth, Killing Time met Dennis Waterman, High Flyers met Hugh Grant, Make Me A Match en The Graduate.
In 2006 was zij bij de bezetting van de ITV-soap, Emmerdale, waar zij de rol van DCI Grace Barraclough speelde. Zij onderzocht daarin de dood van Tom King op eerste kerstdag.
In 2010-2011 speelde Barber in EastEnders Glenda Mitchell, de vervreemde moeder van Ronnie en Roxy. In januari 2017 keerde ze terug en werd bekendgemaakt dat ze weer tot de vaste personages ging behoren.